# Asyrská vlajka

Asyrská vlajka
Poměr stran: 2:3

Asyrská vlajka je symbolem národa Asyřanů, křesťanského etnika pocházejícího z Mezopotámie a dnes žijícího převážně v diaspoře.
Vlajka byla navržena roku 1968 teheránským výtvarníkem George Atanosem a v roce 1974 ji Světový kongres Asyřanů v městě Yonkers (stát New York) přijal jako oficiální zástavu asyrského lidu.
Vlajka je bílá, uprostřed nese zlatý kruh symbolizující životodárné slunce a čtyřcípou bleděmodrou hvězdu, která je znázorněním nenásilného a trpělivého boje Asyřanů za svobodu. Od ní směřují do všech čtyř rohů modré, bílé a červené vlnovky představující hlavní řeky Asýrie: Eufrat, Tigris a Záb. Úhlopříčné rozdělení vlajky je také interpretováno jako upozornění na osud národa, který se z původní domoviny vystěhoval do všech světových stran. V horní čtvrtině vlajky je oranžově vyobrazen staroasyrský reliéf z hrobky krále Sargona II. znázorňující boha Aššura – jako připomínka návaznosti současných Asyřanů na tradice Asyrské říše.